# Nippon Telegraph and Telephone
Nippon Telegraph and Telephone Corporation (日本電信電話株式会社, Nippon Denshin Denwa Kabushiki-gaisha) (TSE : 9432, NYSE : NTT), ou NTT, est un opérateur de téléphonie leader du marché japonais des télécommunications.

## Histoire

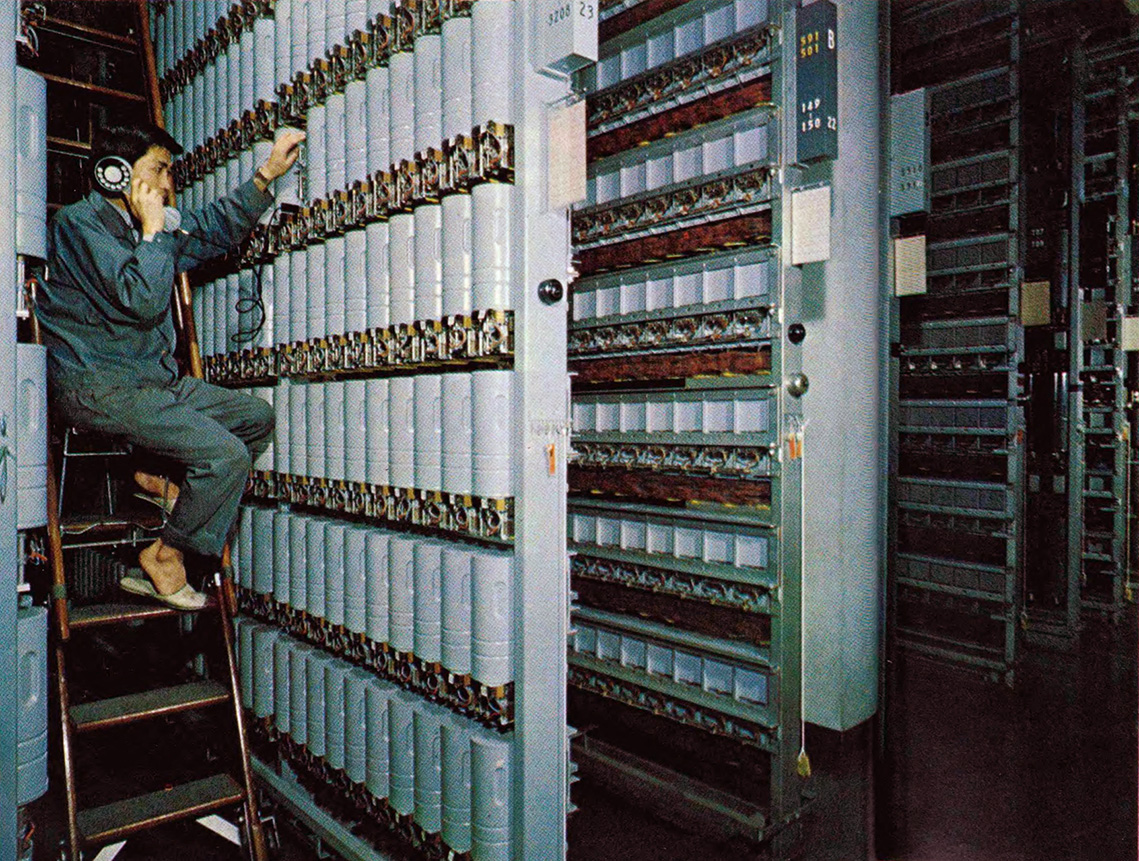
Central téléphonique de NTT à Kasumigaseki en 1967.

Alors en position de monopole (entreprise publique), la firme fut privatisée en 1985 afin de favoriser le développement de la concurrence sur le marché des télécoms. L'État japonais détient cependant toujours un tiers du capital de NTT. La firme fut régulée par la loi NTT. NTT possédant la plupart des lignes de télécommunication, elle jouissait d'une situation d'oligopole sur les lignes téléphoniques au Japon. Afin d'affaiblir NTT, l'entreprise fut scindée en 1988 entre une holding (NTT) et trois autres opérateurs de télécommunication (dont NTT Est et NTT Ouest). La loi NTT régule NTT Est et Ouest afin qu'ils se restreignent aux communications de courtes distances, tout en leur imposant de maintenir un service téléphonique dans l'ensemble du pays. NTT Communication n'est pas régulée. 

Logo de NTT avec « Dynamic Loop » et ancien mot-symbole utilisé du 1er avril 1985 au 1er juillet 2025.

En 2010, NTT acquiert Dimension Data, une entreprise informatique sud-africaine pour 382 milliards de yens soit 3,2 milliards de dollars.
En 2013, NTT acquiert Virtela Technology Services et RagingWire Data pour 85,5 milliards de yens soit 715,42 millions de dollars.
En février 2015, NTT Communication acquiert E-shelter, une entreprise allemande de centres de données pour 100 milliards de yens soit 836 millions de dollars.
En mars 2016, NTT Data annonce faire l'acquisition pour un montant de 2.7 milliards d'euros des services informatiques de Dell, comprenant Dell Systems Corporations, Dell Technology & Solutions Limited et Dell Services, activité qui est issu notamment du rachat de Perot Systems.
En juin 2020, NTT annonce l'acquisition de 5% de NEC, dans le but d'accélérer le développement de la 5G, et proposer une alternative japonaise dans ce domaine. Le montant de l'opération s'élève à 64,5 milliards de yens environ (536 millions d'euros).
En septembre 2020, NTT annonce l'acquisition la participation de 34 % qu'il ne détient pas encore dans NTT DoCoMo, sa filiale mobile, pour 40 milliards de dollars.
En mai 2025, NTT annonce l'acquisition de la participation de 43,3 % qu'il ne détient pas dans NTT Data pour 16,4 milliards de dollars.

## Structure
La holding est notamment composée des compagnies suivantes : 
- AutoWeb Communication
- Dimension Data / NTT LTD
- HKNet
- Nippon Telegraph & Telephone East
- Nippon Telegraph & Telephone West
- NTT Communications (NTT Com)
- NTT Communicationware
- NTT Comware
- NTT Data
- NTT DoCoMo
- NTT Facilities
- NTT Finance Japan
- NTT Leasing
- NTT Security
- NTT Worldwide Telecommunications
- Verio
- NTT America
- NTT Europe

NTT East, NTT West, NTT Communications, NTT DoCoMo, et NTT Data sont les principales filiales. NTT DoCoMo et NTT Data sont cotées en bourse.

## Actionnariat
- Ministère japonais des Finances (État japonais) : 33,7 %